# Registre d'infermeria

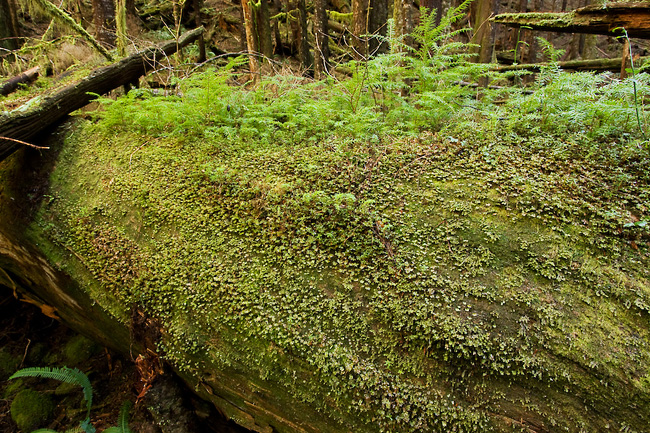
Registre d'infermeria a l'Avatar Grove, Colúmbia Britànica

Un registre d'infermeria és un arbre caigut que a mesura que es degrada, ofereix la facilitació ecològica a les plàntules. Les definicions més àmplies inclouen proporcionar ombra o suport a altres plantes. d'un registre d'infermeria ofereix a una planta de planter (com s'ha indicat per Daniel Mathews) són: l'aigua, el gruix de la molsa, la fullaraca, les micorrizes, la protecció contra malalties, els nutrients, i la llum solar. Recents investigacions sobre els patògens del sòl suggereix que en algunes comunitats forestals, els patògens hostils a un arbre en particular espècies semblen reunir-se en els voltants d'aquesta espècie, hi ha un creixement de les plàntules grau d'inhibició. Per tant, els registres d'infermeria poden proporcionar cert grau de protecció enfront d'aquests patògens, promovent així una més gran supervivència de les plàntules.

## Existència
Diversos processos mecànics i biològics contribueixen a la degradació de la lignina en els arbres caiguts, resultant en la formació de nínxols de mida creixent, els quals tendeixen per omplir amb el bosc embruta com terra d'inundacions de primavera, agulles, molses, bolets i una altra flora. Les molses també poden cobrir la part exterior d'un registre, accelerant la seva descomposició i el suport a altres espècies com a mitjans d'arrelament i de retenció d'aigua. Animals petits com diversos esquirols sovint es posen o passen la nit en els registres d'infermeria, afegint brossa per les restes d'aliments i excrements. La decadència d'aquest detritus contribueix a la formació d'un humus ric que proporciona un llit de sembra i les condicions adequades per a la germinació.

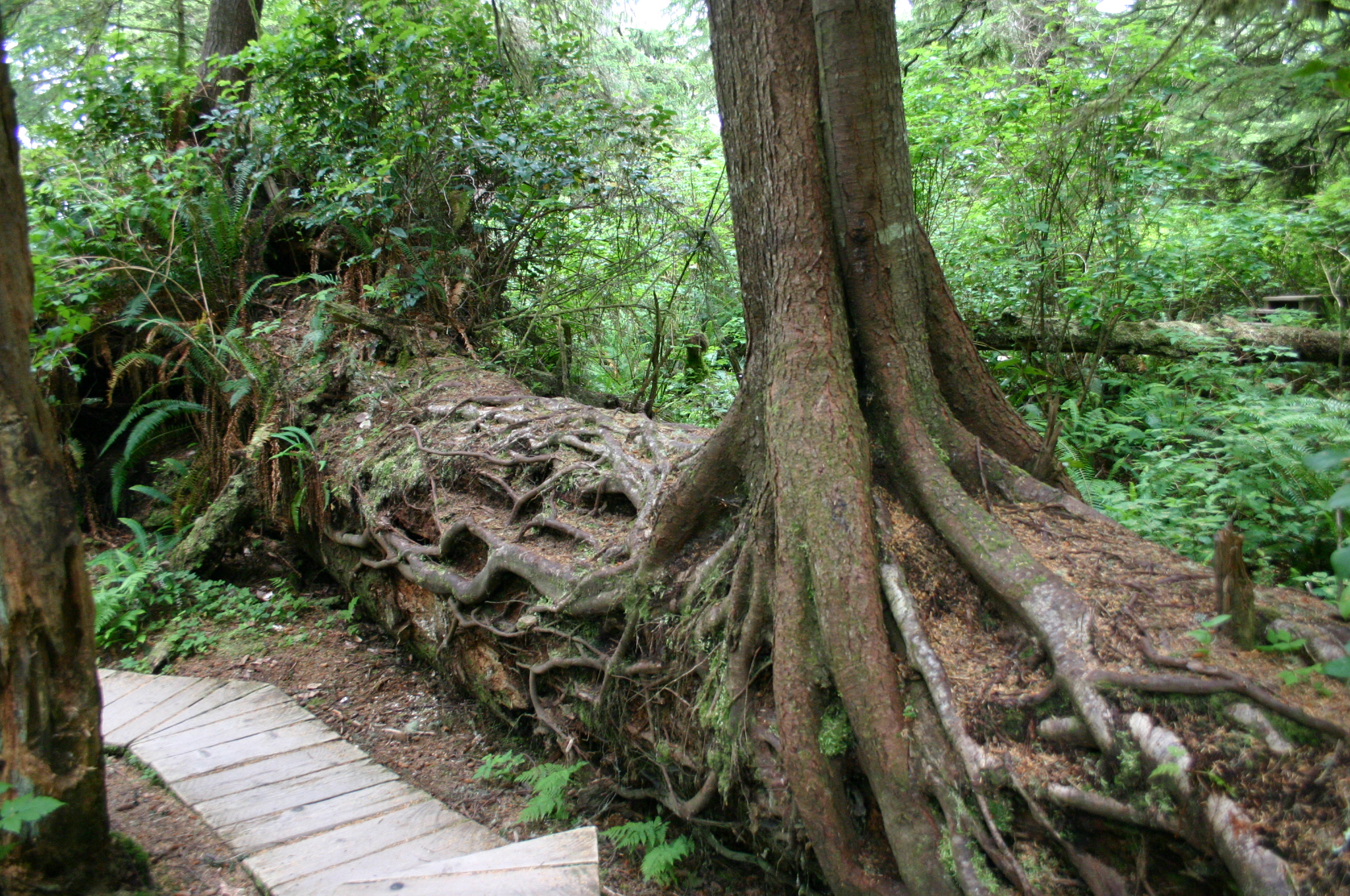
Registre d'infermera que acull a un jove Tsuga heterophylla

Els registres d'infermeria sovint proporcionen un planter de coníferes en un ecosistema de bosc plujós temperat.

## Llibres
- Montagnini, Florencia, i Benedict, Carl F. Jordan (2005). Tropical Forest Ecology: The Basis for Conservation and Management (1a ed.). Berlín: Salmer. ISBN  3-540-23797-6.
- Noss, Reed F. (Ed). The Redwood Forest: History, Ecology, and Conservation of the Coast Redwoods (1999). San Francisco: Island Press. ISBN  1-55963-726-9
- Mathews, Daniel (1999). Cascade-Olympic Natural History (2a ed.). Portland, Oregon : Raven Editions. ISBN  0-9620782-1-2